# Jamborinada
La Jamborinada va ser una trobada de l'escoltisme i guiatge català que va tenir lloc a la ciutat de Tàrrega entre els dies 29 i 30 d'abril de 2017, amb el lema La força per moure el món. La Jamborinada va ser la trobada scout més multitudinària feta a Catalunya fins al moment, aplegant més de 13 mil persones, entre infants i joves (uns 10 mil), caps (uns 2 mil) i minairons (uns mil), persones voluntàries encarregades de donar suport a l'organització. Va ser organitzada per Minyons Escoltes i Guies de Catalunya i va unir 150 agrupaments dels Països catalans.
El diumenge 20 de novembre de 2016, a l'Assemblea General Ordinària de MEG (celebrada a Manresa), es va donar el vist-i-plau definitiu a la Jamborinada. Es va explicar, a més, que la trobada es duria seguint diferents fils conductors per cada branca.
La trobada es va desenvolupar de la següent manera: al matí del dissabte, a mesura que els agrupaments anaven arribant, més de mig centenar d'entitats i associacions van organitzar tallers segons l'edat dels infants i joves, d'entre 6 i 18 anys. A la tarda es van fer altres activitats amb branques separades. A la nit, es van instal·lar en les més de 2.500 tendes de campanya que van cobrir l'espai del càmping municipal i els camps del voltant, formant un dels campaments escoltes més grans mai vistos a Catalunya. L'endemà al matí, es va celebrar l'acte central, en què infants i joves, voluntaris i curiosos van inundar l'esplanada del CAP de Tàrrega. L'acte va tenir la presència de la presidenta del Parlament Carme Forcadell, la consellera Dolors Bassa i l'alcaldessa de Tàrrega, i va culminar amb la lectura d'un manifest participatiu elaborat pels mateixos infants. En total més de 250 activitats que van ser possibles gràcies a la tasca educativa i voluntària que els més de 200 agrupaments escoltes que hi ha a Catalunya duen a terme cada cap de setmana a la seva població.